# شنیقل

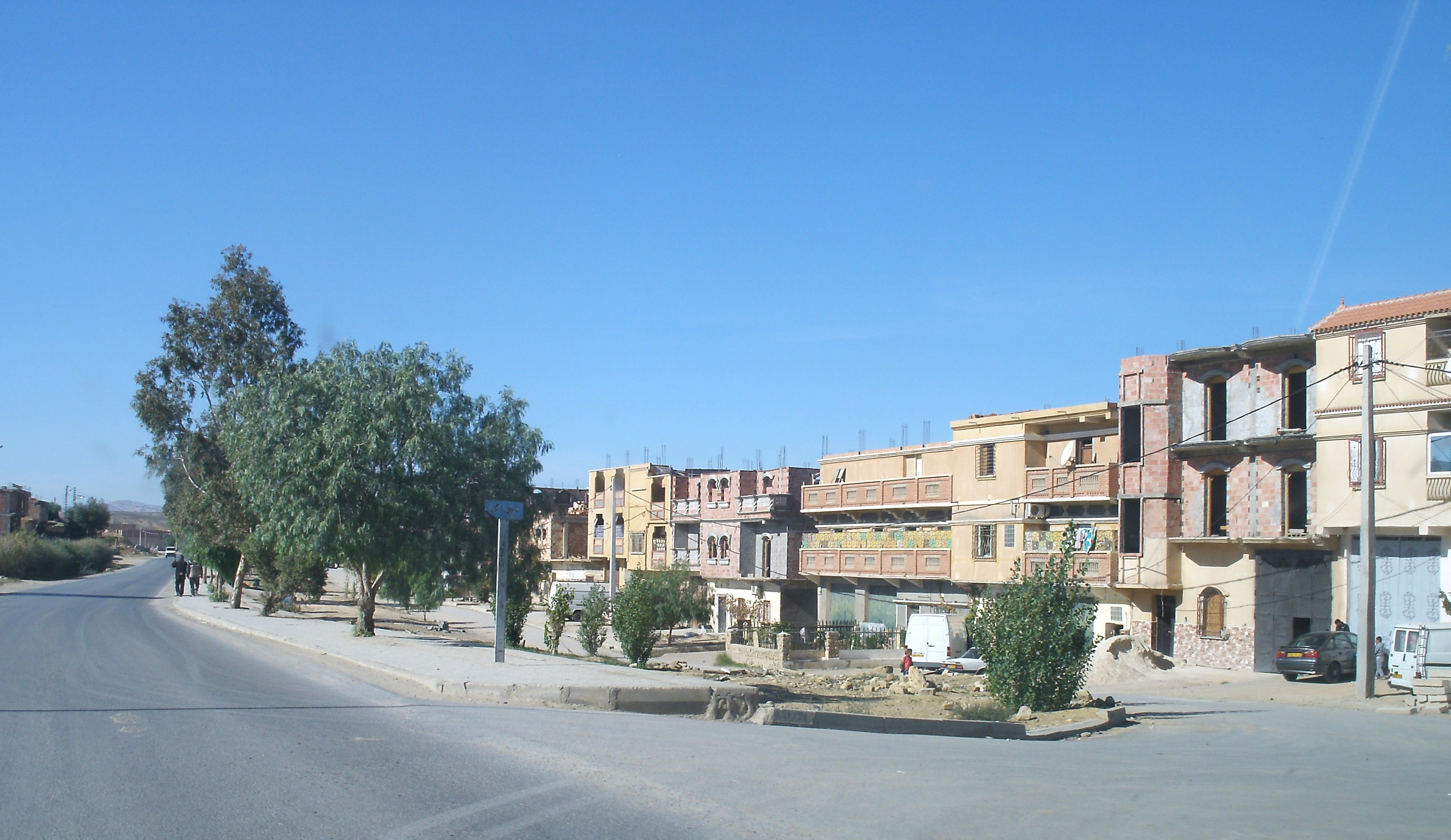
شنیقل

شنیقل (به عربی: شنيقل) یک شهرداری در الجزایر است که در استان مدیه واقع شده‌است. شنیقل ۵٬۷۳۴ نفر جمعیت دارد.